# Bandurria (sitio arqueológico)
Bandurria es un sitio arqueológico monumental situado al sur de la localidad peruana de Huacho. Con una antigüedad cercana a los 5.000 años, correspondiendo, cronológicamente, al período conocido como Precerámico Tardío que abarca aproximadamente desde los años 4.000 a 2.000 antes de Cristo.

## Ubicación
El sitio arqueológico de Bandurria se encuentra ubicado en el distrito de Huacho, provincia de Huaura, Departamento de Lima en el Perú, en la zona denominada Paraíso de Playa Chica  a la altura del kilómetro 141 de la carretera Panamericana Norte. La zona arqueológica fue descubierta en abril de 1973 por causa de una inundación que sacó a flote una serie de fardos funerarios y vestigios arqueológicos. El Ing. Domingo Torero Fernández Córdova, en compañía de su padre, Don Domingo Torero Arrieta fueron quienes observaron los fardos flotando en el mar, y ocupa un área de 54 hectáreas y viene siendo estudiada por un equipo liderado por el arqueólogo Alejandro Chu, egresado de la Universidad Nacional Mayor de San Marcos de Lima.

## Medio ambiente y paisaje circundante
Debido a las filtraciones de la Irrigación Santa Rosa, (que también son las responsables de la destrucción de una parte del sitio arqueológico de Bandurria) la zona presenta un medio ambiente de humedal costero, muy rico en biodiversidad que es conocido como el Humedal del Paraíso o Playa Chica. La longitud máxima del humedal es de 8 km con un ancho variable entre los 100 m y los 2 km (superficie total: 440 ha) dividida en dos espejos de agua, lagunas o albuferas (Norte y Sur), con una profundidad máxima es de 1,5 m. Se han identificado 19 especies de plantas (11 terrestres y 8 acuáticas), aunque este inventario es incompleto. Las aves son lo más representativo de la fauna de este humedal, se han identificado hasta 125 especies de aves, entre las que destacan flamencos, garzas, patos, zambullidores y aves marinas. Hay dos especies de peces y una de reptil. El humedal es un importante área de descanso y alimentación de aves migratorias.
Próximo al humedal se encuentra la zona conocida como Playa Chica que es una extensa bahía ubicada a 10 kilómetros al sur de la ciudad de Huacho. La zona de Playa Chica comprende dos sectores bien diferenciados, la primera corresponde a la playa El Paraíso que corresponde al lado sur de la bahía, y la zona de Playa Chica propiamente que ocupa el resto de la bahía. En la zona sur de esta área destaca el cerro Sanú de 282 m.s.n.m. que se levanta en medio del desierto costero hacia suroeste del sitio creando una serie de elevaciones y quebradas costeras que contienen abundantes restos de ocupaciones prehispánicas.

## Origen del nombre Bandurria
Antes de la inundación del año 1973, la zona de Playa Chica en donde se encuentra el sitio arqueológico era una extensa pampa desértica que era conocida como Pampas de las Bandurrias.
El nombre hace referencia al ave Bandurria (Theristicus caudatus) que es un ibis grande y pesado de varios colores. La bandurria ha sido descrita detalladamente por Hans Koepcke y María Koepcke, de la siguiente forma:
“Un ibis grande y pesado de varios colores. Tiene cabeza y cuello blanco-ocrácreos, corona ocre castaño, y lomo, cola y flancos y subcaudales negros. El ala es negruzca con gran mancha blanco-grisácea, el pecho es ocre-castaño con franja grisácea. Las partes desnudas de la garganta y alrededor del ojo son negruzcos, el pico es verdoso con punta negra; los ojos y patas son rojos. Emite repetidos gritos estridentes y algo metálicos (1967: 54)”.
Sobre su ecología, los Koepcke dicen:
“La Bandurria se presenta en diversos tipos de campos vitales de aspecto semidesértico o con vegetación baja o rala, como orillas de lagunas y ríos, playas cenagosas, pantanos, praderas y pastizales húmedos, lomas arenosas con vegetación de fanerógamas, campos cultivados y barbechos. A menudo descansa en laderas de cerros o sobre barrancos desérticos. Durante los meses de septiembre anidan por colonias en laderas pedregosas escarpadas. Es un ave de caza. Por ser una presa grande y de carne comestible los cazadores la persiguen bastante en algunas regiones, siendo necesario el reglamento de su caza (1967: 54)”.

## Antecedentes generales del sitio
El sitio arqueológico de Bandurria fue descubierto en 1973 por el Ing. Domingo Torero Fernández Córdova junto con su padre, Domingo Torero Arrieta, cuando el sitio fue destruido parcialmente por aguas de la irrigación Santa Rosa. El Ing. Torero fue la persona que llamó la atención de las autoridades en ese momento sobre la irrupción de las aguas y rescató material arqueológico disturbado. Posteriormente, el sitio fue investigado por Rosa Fung, en los años 1973 y 1977. Estas investigaciones permitieron fechar a Bandurria como un sitio correspondiente al periodo Precerámico Tardío (del 4.º al 3.er milenio antes de Cristo) se lograron obtener fechados entre cuatro mil quinientos y cuatro mil trescientos años antes del presente. A partir de los trabajos de esta investigadora se pudo definir a Bandurria como una aldea temprana de pescadores del litoral que presentaba las primeras evidencias de una arquitectura ceremonial de piedra haciendo referencia a una pequeña estructura de piedra ubicada en el extremo suroeste del sitio arqueológico. Hasta ese momento, los sitios arqueológicos del periodo Precerámico Tardío para la costa norcentral, como el de Bandurria, eran conocidos desde hace varias décadas. Sin embargo, muchos de ellos por su extensión, complejidad arquitectónica, y monumentalidad habían sido ubicados cronológicamente en una época posterior, es decir en el periodo Formativo (2.º milenio antes de Cristo).
En 1994, se iniciaron las excavaciones en Caral a cargo de la Dra. Ruth Shady; esta investigación permitió fechar y definir que estos sitios monumentales correspondían al periodo Arcaico Tardío, representando los orígenes de la civilización en los Andes, así como la civilización más antigua del continente Americano. Estos trabajos han revolucionado el concepto que se tenía respecto al surgimiento de la civilización en el Perú y América, y han permitido identificar al Arcaico Tardío como un periodo clave para el estudio del pasado del Perú.
En agosto de 2005 se reinician los trabajos de investigación en el sitio después de más de 30 años de su descubrimiento. Excavaciones en área en el sitio a cargo del Proyecto Arqueológico Bandurria han permitido descubrir un sector de arquitectura monumental construido con cantos rodados y argamasa. Esta investigación se financió inicialmente gracias al apoyo financiero de la National Science Foundation de los Estados Unidos, como parte de la tesis doctoral del Lic. Alejandro Chu en la Universidad de Pittsburgh. Posteriormente, la Municipalidad Provincial de Huaura  – Huacho, en el 2006 destinó ciento cincuenta mil nuevos soles para la continuación de los trabajos de investigación.
Estos recientes trabajos han cambiado el concepto previo que se tenía del sitio arqueológico, de una aldea, ya que la evidencia de arquitectura monumental lo convierte en un centro urbano que probablemente estuvo articulado al resto de sitios monumentales de la costa norcentral y reflejaría el surgimiento prístino del urbanismo y la civilización en la zona.

## Sector de ocupación doméstica
El área doméstica (Sector I) fue la primera área identificada del sitio arqueológico y su investigación fue lo que definió el carácter aldeano de Bandurria. Corresponde a una densa ocupación doméstica de hasta cinco metros de profundidad que contiene estructuras residenciales construidas a base de materiales perecibles, restos de alimentos y actividades diarias que se han acumulado a través del tiempo. La irrigación Santa Rosa destruyó dos terceras partes de esta zona, actualmente inaccesible al público y destinada actualmente a la recolección de junco.

## Sector de arquitectura monumental

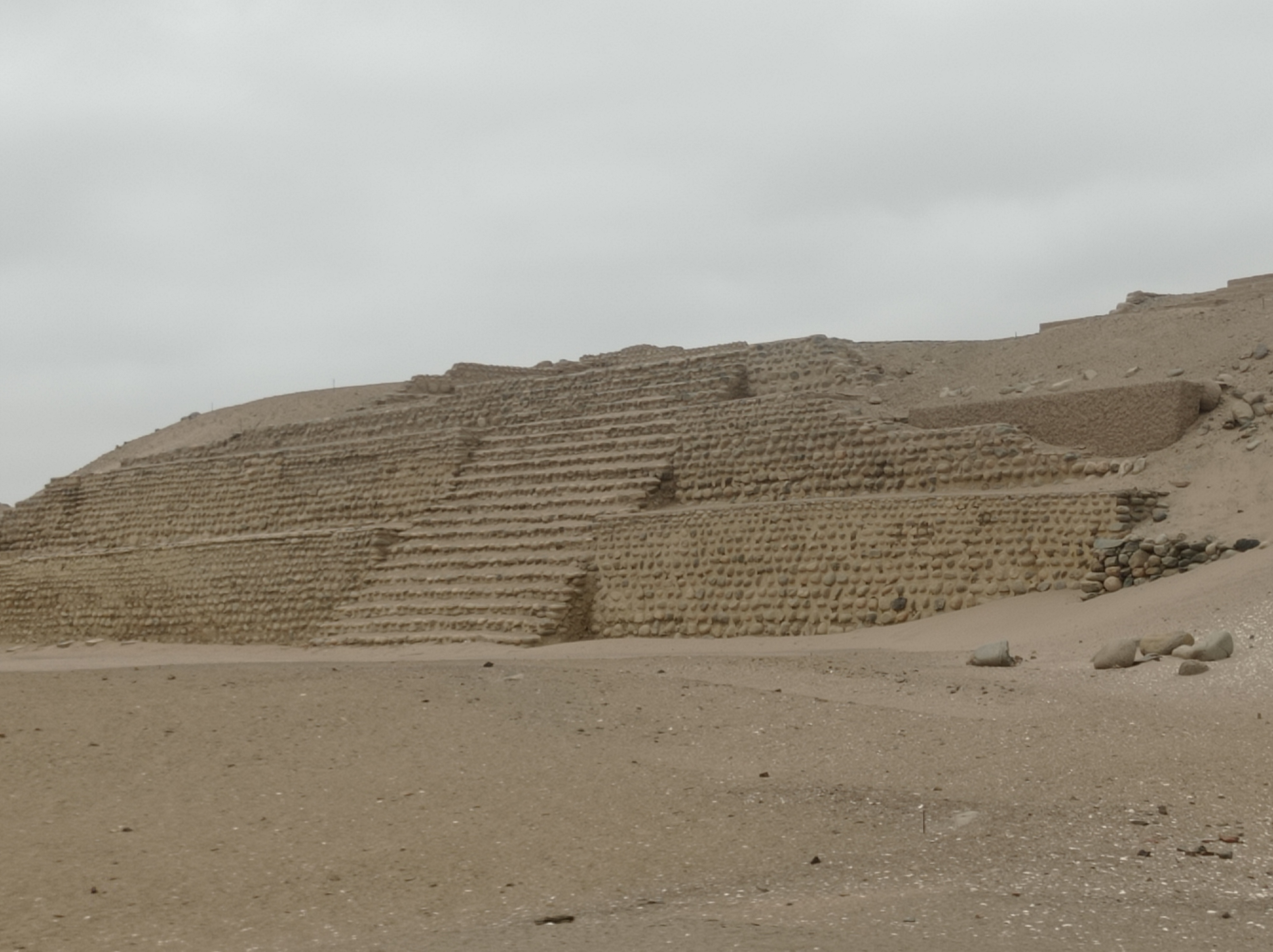
Pirámide trunca escalonada perteneciente al sector monumental.

A simple vista, el área monumental de Bandurria (Sector II) aparentaba una conformación natural compuesta de colinas pedregosas de poca altura. Sin embargo, una revisión minuciosa de la superficie y entorno de estas mismas elevaciones hicieron ver su carácter y conformación artificial, donde destacan al menos 4 montículos mayores, a los cuales se le asocian a su vez otros montículos de menor tamaño.
Los montículos principales presentan un relieve bastante pronunciado, con alturas promedio de 10 a 15 m. Los lados de varios de estos montículos son bastante regulares, denotando la presencia de estructuras subyacentes. La pendiente de varios de estos montículos presentan, en la mayoría de los casos, una gradiente regular y constante, alternándose en algunos casos con rupturas a manera de terrazas y plataformas proyectadas. Por ello, es probable que varios lados de estos montículos presenten los frontis escalonados, y que estas proyecciones constituyan plataformas adosadas a los montículos. Adicionalmente a los montículos señalados, existen diversos afloramientos de cenizales y conchales ubicados en los espacios planos y abiertos que se encuentran alrededor de ellos, asociados con pequeños alineamientos de piedras que deben corresponder a muros también aflorantes, lo cual indicaría la conexión de áreas de vivienda (quizás residencias de élite), con las pirámides y demás edificios del área monumental.

## Estado de conservación y situación actual del sitio arqueológico Bandurria
Lamentablemente Bandurria ha sido objeto de una destrucción sistemática que se inició con la inundación de la irrigación en 1973. Desde que se visitó en 2002 por primera vez el sitio arqueológico se observó que se encontraba invadido y en un proceso de destrucción por pobladores agrupados en la autodenominada Cooperativa Artesanal “José Olaya” quienes han ocupado el lado sur del sitio con viviendas precarias y corrales. Estos pobladores se encuentran dedicados a la extracción del junco, la totora y el carrizo. A raíz de una denuncia presentada al Instituto Nacional de Cultura, el 29 de octubre de 2002, se emite la Resolución Directoral Nacional No. 1030 que declara Patrimonio Cultural de la Nación a la Zona Arqueológica Monumental Bandurria luego rectificada mediante RD 638-INC del 11 de agosto de 2004
Posteriormente, se coordinó con la Dirección General del Patrimonio Arqueológico del Instituto Nacional de Cultura, la delimitación del sitio arqueológico. De otro lado también el gobierno regional se ha pronunciado respecto a la zona arqueológica declarando de interés regional los trabajos arqueológicos que se vienen dando en la zona arqueológica monumental de Bandurria por el acuerdo de Consejo Regional No. 027-2005-CR/GRL.
Gracias al apoyo de diversas empresas e instituciones de Huacho, se ha cercado la zona arqueológica y se han construidos dos letreros, uno al lado de la carretera Panamericana Norte y el otro (letrero oficial del INC) al inicio de la zona arqueológica. Que con la permanencia y colaboración de alumnos de la Facultad de Administración y Turismo de la Universidad Nacional Jose Faustino Sánchez Carrión de Huacho permiten mejorar el cuidado del patrimonio arqueológico.

## Sociedad
La sociedad en Bandurria tuvo su base en el ayllu, unidad social que representó el eje del dinamismo en la práctica social. Las relaciones en la estructura social de Bandurria fueron caracterizadas por ser colectivas y recíprocas, ya que poseían vínculos familiares que en el proceso de producción favorecieron el colectivismo y las formas de concreción recíproca. Su educación fue clasista, ya que se separaba la educación de los gobernantes de la del pueblo, destinado a recibir una educación práctica en las labores realizadas para el sostenimiento de las actividades económicas, entre ellas, la agricultura, la pesca, artesanía, etc.

## Línea de Tiempo
Bandurria perteneció al Precerámico Tardío, periodo ubicado al final del Precerámico Andino, durante el cual se evidencian el desarrollo de las primeras sociedades complejas junto con las primeras construcciones monumentales con fines rituales.